# Трговина људима у Бразилу
Трговина људима у Бразилу је стални проблем. Бразил је изворна земља за мушкарце, жене, девојчице и дечаке који су били изложени трговини људима, посебно присилној проституцији у земљи и иностранству, као и земља порекла мушкараца и дечака присиљених на рад у земљи. Министарство за унутрашњу безбедност Сједињених Америчких Држава описује трговину људима као „употребу силе, преваре или принуде за добијање неке врсте радног или комерцијалног сексуалног чина“.
Трговина људима је кршење људских права које осуђује међународно право. Канцеларија Стејт департмента за праћење и борбу против трговине људима ставила је Бразил у „Ниво 2“ 2017. године. Ниво 2 значи да одређена земља не испуњава у потпуности минимална очекивања која су за земље постављена Законом о заштити жртава трговине људима из 2000. године, али улажу јасне напоре да испуне стандарде усклађености.

## Трговина сексом
Према Канцеларији Уједињених нација за дрогу и криминал, сексуална трговина бразилским женама се дешава у свакој бразилској држави и савезном округу. Трговина сексом је „регрутовање, скривање, превоз, обезбеђивање, прибављање, покровитељство или наговарање особе у сврху комерцијалног сексуалног чина, у којем је комерцијални сексуални чин изазван силом, преваром или принудом...“  Велики број бразилских жена и деце, многи из државе Гојас, налазе се у принудној проституцији у иностранству, често у Шпанији, Италији, Португалу, Уједињеном Краљевству, Холандији, Швајцарској, Француској, Немачкој и Сједињеним Америчким Државама, али и далеко као што је Јапан. Бразилске власти су откриле доказе да су стране мреже организованог криминала, посебно из Русије и Шпаније, умешане у сексуалну трговину бразилским женама. Трансродне жене су популација која је посебно осетљива на трговину људима у Бразилу, делом због великог броја транс особа које су већ у индустрији комерцијалног секса. Постоје докази да су неке бразилске транссексуалме особе биле подвргнуте принудној проституцији у иностранству. Бразилке и деца су такође изложени принудној проституцији у суседним земљама као што су Аргентина, Суринам, Француска Гвајана, Венецуела и Парагвај. У мањој мери, жене из суседних земаља идентификоване су у сексуалном ропству у Бразилу. У случајевима сексуалне трговине у Бразилѕ и унутар Бразила, уобичајено је да трговци људима селе жртве из сиромашнијих, руралнијих држава, у богатије, метрополске области. Овај потез је делимично мотивисан дечјим секс туристима, људима, углавном из Европе, који долазе у Бразил како би искористили лабавије прописе и лакши приступ жртвама.
Влада је охрабривала жртве сексуалне трговине да учествују у истрагама и кривичном гоњењу трговине људима, иако жртве често нису биле вољне да сведоче због страха од одмазде трговаца људима и корумпираних службеника за спровођење закона. Невладине организације наводе да је полиција често одбацивала случајеве који су укључивали жртве трговине људима, а неке жртве су пријавиле дискриминацију или поступање са предрасудама због чињенице да су радиле у проституцији пре трговине људима и да се стога нису сматрале жртвама.
Неким жртвама сексуалне трговине понуђена је краткорочна заштита у оквиру програма заштите сведока који је активан у 10 држава, за који се генерално сматрало да недостају ресурси. Влада није притварала, новчано или на други начин кажњавала идентификоване жртве трговине људима за незаконите радње почињене као директна последица трговине људима. Међутим, влада не пружа страним жртвама трговине људима законске алтернативе за уклањање у земље у којима се могу суочити са тешкоћама или одмаздом, а особље за спровођење закона је приметило да су стране жртве без докумената често биле депортоване пре него што су могле да помогну у кривичном гоњењу својих трговаца људима. Бразилски конзуларни службеници су добили упутства о томе како пријавити случајеве трговине људима и помоћи жртвама трговине људима.
У 2010. години, пет починилаца сексуалне трговине осуђено је у једном случају у коме су бразилске жене трговане у Швајцарску, са казнама у распону од једне до шест година затвора. Овакви резултати представљају смањење осуђујућих пресуда у поређењу са 22 осуђујуће пресуде за сексуалну трговину људима у претходном извештајном периоду. Није било извештаја о осуђујућим пресудама за интерну трговину људима, иако је неколико особа ухапшено због овог злочина. Власти су сарађивале са страним владама у бројним случајевима транснационалне трговине људима који су укључивали жртве трговине људима у Италију, Шпанију, Португал, Канаду, Швајцарску, Мексико, Аргентину и Сједињене Државе. Интегрисана база података о трговини људима која ће прикупљати информације од органа за спровођење закона, судства и центара за борбу против трговине људима широм земље остала је у фази тестирања.

## Ропски рад
Према бразилском закону, израз trabalho escravo, или ропски рад, може означавати присилни рад или рад који се обавља током исцрпљујућих радних дана или у понижавајућим условима рада. Више од 25.000 бразилских мушкараца подвргнуто је ропском раду у земљи, обично на сточним ранчевима, у камповима за сечу и рударство, на плантажама шећерне трске и великим фармама које производе кукуруз, памук, соју и дрвени угаљ. Неки дечаци су идентификовани као робови у сточарству, рударству и производњи дрвеног угља. Жртве принудног рада обично се намамљују обећањима добре плате од стране локалних регрутоваца – познатих као „гатос“ – у руралним североисточним државама на унутрашње локације где су многе жртве подвргнуте дужничком ропству.
Већина принудних радника којима се тргује интерно потицала је из држава Маранхао и Пиауи, док су државе Пара и Мато Гросо примиле већи број радника робова којима се интерно тргује. Жртве трговине људима се такође налазе у Сераду, Атлантској шуми и Пантаналу. Проблем у земљи представљају и деца у принудном кућном ропству, посебно када су у питању тинејџерке.
Недавно истраживање америчког Министарства рада показало је да Бразил и даље запошљава децу углавном у пољопривредном сектору, као иу рударској и текстилној индустрији са укупно 16 производа. Међународна организација рада је проценила да је 2014. године присилни рад донео 150 милијарди долара годишњег светског профита.
Трговина радом је инкриминисана у складу са чланом 149 кривичног закона, који забрањује "трабалхо есцраво", или довођење особе у стање аналогно ропству, укључујући присиљавање особе на рад или подвргавање особе исцрпљујућим радним данима или понижавајући рад условима. Овај статут, дакле, забрањује третман који се сматра трговином људима, као што је принудни рад, као и други третман, као што су лоши услови рада, што је ван дефиниције трговине људима. Казна од две до осам година затвора је довољно строга.
Међутим, бразилски закон можда не може на одговарајући начин инкриминисати друга средства нефизичке принуде или преваре која се користе за подвргавање радника принудном раду, као што је претња страним мигрантима депортацијом уколико не наставе да раде. Председнички декрет из 2006. укључивао је наведени циљ да се измени бразилски закон о борби против трговине људима како би се постигао паритет између казни које се примењују за трговину људима у вези са сексуалним радом и злочине у вези са радом робова; Од 2010. године, такве измене су остале нереализоване. Још увек се чека нацрт закона који је први пут предложен 2001. године, а који би омогућио влади да конфискује и прерасподели имовину на којој је коришћен принудни рад.
Влада је наставила са напорима да истражује злочине принудног рада. Током извештајног периода, влада је процесуирала и осудила 15 особа по закону „трабалхо есцраво“. За 15 осуђених преступника изречене су казне у распону од 30 месеци до 10 година и шест месеци плус новчане казне, у поређењу са 23 пресуде за трабалхо есцраво током претходне године. Осуђени преступници трговине људима подвргавали су раднике ропском раду на плантажама пиринча и соје, плантажи палминог уља и сточним ранчевима. Мобилна јединица Министарства рада против ропског рада, створена 1995. године, повећала је број спасилачких операција спроведених прошле године; Инспектори рада јединице наставили су да ослобађају жртве и захтевају од одговорних да плате приближно 3,3 милиона долара казне. У прошлости, инспектори мобилних јединица обично нису одузимали физичке доказе или покушавали да интервјуишу сведоке у циљу развијања кривичне истраге или кривичног гоњења; инспектори рада и тужиоци за рад могу да примењују само грађанске казне, а њихови напори у борби против трговине људима нису увек били координисани са тужиоцима у јавном министарству, који покрећу кривичне поступке пред савезним судом. Поред слабе координације између полиције, правосуђа и тужилаца, локални политички притисак и удаљеност подручја у којима се практиковао ропски рад наводе се као препреке у кривичном гоњењу преступника робовског рада.
Током године, мобилне јединице Министарства рада идентификовале су и ослободиле 3.769 жртава ропског рада кроз 156 операција на 350 објеката. Овакви резултати се пореде са 5.016 жртава ослобођених кроз 154 операције усмерене на 290 имања у 2008. Министарство рада је доделило жртвама принудног рада део средстава који је изведен из новчаних казни које су наметнуте власницима земљишта или послодавцима идентификованим током операција. Међутим, жртве принудног рада, обично одрасли бразилски мушкарци, нису имале право на помоћ у склоништу коју је обезбедила влада, иако су им биле обезбеђене тромесечне плате уз минималну плату, као и обуку за посао и помоћ при путовању када су биле доступне. Влада генерално није охрабривала жртве ропског рада да учествују у кривичним истрагама или кривичном гоњењу.
Неке невладине организације су пружале такве услуге жртвама мушким жртвама. Према невладиним организацијама, неки спашени ропски радници су поново трговани због недостатка делотворног кривичног гоњења регрутоваца трабалхо есцравоа, неколико алтернативних облика запослења за спашене раднике и недостатка правне помоћи која би им помогла да покрену сопствене тужбе против експлоататора. послодавци.

## Бразил као дестинација
У мањој мери, Бразил је дестинација за трговину мушкарцима, женама и децом из Боливије, Либана, Бангладеша, Парагваја, Кине и афричких земаља за присилни рад у фабрикама одеће и текстилним радњама у метрополитанским центрима као што је Сао Пауло. Афрички, арапски и бангладешки мигранти приморани да раде у халал фабрикама пилића у Парани, Санта Катарини и Рио Гранде до Сулу. Дечји сексуални туризам остаје озбиљан проблем, посебно у одмаралиштима и приобалним областима на североистоку Бразила. Дечији секс туристи обично стижу из Европе и, у мањој мери, из Сједињених Држава.

## Кривично гоњење
Бразилска влада је наставила са напорима за спровођење закона да се суоче са злочинима трговине људима током прошле године. Бразилски закони забрањују већину облика трговине људима. Закон 12.015, који је ступио на снагу у августу 2009., изменио је чланове 231 и 231-А бразилског кривичног закона како би се појачале казне за потенцијалне преступнике трговине људима. Чланови 231 и 231-А забрањују промовисање или омогућавање кретања у, из или унутар земље у сврху проституције или других облика сексуалне експлоатације, прописујући казне од три до осам година затвора. Казне се могу повећати до 12 година када се користе насиље, претње или превара, или ако је жртва дете. Горе наведене казне су довољно строге и сразмерне онима које су прописане за друга тешка кривична дела, као што је силовање. Ови статути, међутим, обухватају делатност која не представља трговину људима, као што је споразумно кријумчарење или кретање у сврху проституције.

### Трансродне жртве
Трансродна популација Бразила је посебно изложена великом ризику од трговине људима. Према Стејт департменту Сједињених Америчких Држава, Канцеларији за праћење и борбу против трговине људима „Извештај о трговини људима за 2021.: Бразил“, од 2019. „90 процената трансродних жена у Бразилу има комерцијални секс, а од оних у Рио де Жанеиру , више од половине је у ситуацији високог ризика за трговину људима.“ Трансродне особе су такође под високим ризиком за често насилна убиства. „У Бразилу подаци из Антре (Националне асоцијације транс и куеер особа) показују да сваких 48 сати једна транс особа умре. Вреди напоменути да су 82% транс жртава црнци. Било је окрутних пракси, попут карбонизације, каменовање и обезглављивање у 80% случајева." У 2017. години, Пројекат за праћење транс убистава известио је да је најмање 167 транс особа убијено у Бразилу. Комбинација хомофобије и расизма доприноси тако високој стопи транс жртава, а неке сиромашне заједнице у Бразилу имају посебно предрасуде према црном транс жена. Гилмара Цунха, транс-црна жена која је одрасла у једној таквој заједници, а сада је психолог и активиста за ЛГБТ+ права, и говорила је о искуству транс-црне жене у сиромашнијим бразилским заједницама. Цунха описује ове заједнице као „места где се сексизам, трансфобија и предрасуде понављају...у Бразилу, бити транс значи да се бориш да имаш нешто за јело. То значи бити једнократно тело у хетеронормативном друштву, друштву које убија наше животе свакодневно.“

## Службено саучесништво
Веродостојни извештаји невладиних организација указују на озбиљно званично саучесништво у кривичним делима трговине људима на локалном нивоу, наводећи да је полиција затворила очи пред дечјом проституцијом и потенцијалном трговином људима на комерцијалним сајтовима за секс. У прошлости, извештаји указују на то да су званичници државне полиције били умешани у убиство или застрашивање сведока укључених у сведочење против полицијских званичника током саслушања о радној експлоатацији или ропском раду, а неколико бразилских законодаваца је покушало да се меша у рад тимова инспекције рада . Пет федералних полицајаца и два администратора федералне полиције ухапшени су због наводне умешаности у трговину кинеским радницима у Сао Паоло да би радили у индустрији одеће, а један савезни судија оптужен је за трговину бразилским женама у Португал ради сексуалне експлоатације. Власти су обезбедиле специјализовану обуку за борбу против трговине људима за службенике за спровођење закона.

## Заштита
Бразилска влада је наставила са напорима да жртвама трговине људима пружи услуге током године. Власти су наставиле да користе мобилне инспекцијске тимове да идентификују присилне раднике, али нису пријавиле формалне процедуре за идентификацију жртава трговине људима међу другим рањивим популацијама, као што су жене у проституцији. Министарство социјалног развоја обезбедило је опште склониште, саветовање и медицинску помоћ женама и девојчицама које су биле жртве сексуалне трговине кроз своју мрежу од 400 центара за жртве породичног насиља и сексуалног злостављања.
Влада је 2010. године успоставила женски центар за жртве насиља, укључујући трговину људима, споразумом о партнерству са владама Парагваја и Аргентине у општем центру за помоћ мигрантима у трограничној области. Бразилска полиција је наставила да упућује жртве сексуалне трговине децом на бригу владиној Служби за борбу против насиља, злостављања и сексуалне експлоатације деце и адолесцената. Док је влада пријавила обуку радника у више од 600 центара и здравствених установа широм земље за помоћ жртвама трговине људима, невладине организације су приметиле да многи центри нису били спремни да се баве случајевима трговине људима и да су били недовољно финансирани. Невладине организације су пружале додатне услуге жртвама, понекад са ограниченим државним финансирањем, а опције дугорочног склоништа углавном су биле недоступне.
Бразилска влада је, уз помоћ УНОДЦ-а, наставила да финансира регионалне канцеларије за борбу против трговине људима у сарадњи са државним владама у Сао Паулу, Рио де Жанеиру, Гојасу, Пернамбуку, Сеари и Пари и отворила две нове канцеларије у Акре и Баији. Ове канцеларије су одговорне за пружање помоћи жртвама, поред спречавања и борбе против трговине људима, иако невладине организације наводе да се квалитет услуга разликује и да се неки центри фокусирају на подизање свести јавности, а не на бригу о жртвама. Власти су на аеродрому у Белему такође водиле помоћни пункт за помоћ репатрираним грађанима који би могли бити жртве трговине људима. Почетком 2010. године, влада је преузела одговорност за помоћни пункт на аеродрому у Сао Паулу који је раније водила невладина организација. Током 2009. године, пошта је помогла 444 особе, од којих је девет идентификовано као жртве трговине људима. Власти планирају да 2010. године створе додатне аеродроме у Форталези, Салвадору и Рио де Жанеиру.

## Превенција
Бразилска влада повећала је напоре да спречи трговину људима последњих година. Савезне власти су генерално одржавале сарадњу са међународним организацијама и невладиним организацијама на активностима борбе против трговине људима. Различите владине агенције су имплементирале делове Националног плана за борбу против трговине људима 2008-2010. Организације цивилног друштва, верски званичници и разне владине агенције сарађивале су на иницијативама за борбу против трговине људима. Национална телефонска линија за пријављивање инцидената сексуалног злостављања и експлоатације деце примила је приближно 12.000 позива о сексуалној експлоатацији деце, укључујући укупно 200 пријављених позива о трговини децом.
Чланови 206 и 207 бразилског кривичног закона забрањују кривично дело у вези са трговином људима лажног регрутовања или приволе радника, интерно или међународно, прописујући казне од једне до три године затвора. „Прљава листа“ Министарства рада, која јавно идентификује појединце и корпоративне ентитете за које је влада утврдила да су одговорни за злочине по трабалхо есцраво закону, наставила је да предвиђа грађанске казне онима који су умешани у овај озбиљан злочин. У најновијој верзији, објављеној у јануару 2010. године, наводи се 164 послодавца, од којих су некима због ове ознаке јавне и приватне финансијске институције ускратиле приступ кредитима због ове ознаке. Током године, међутим, одређени број појединаца и корпоративних ентитета успео је да избегне срамоту тако што су тужили да уклоне своја имена са „прљаве листе“ или да се поново укључе под другим именом.
Влада је предузела мере да смањи потражњу за комерцијалном сексуалном експлоатацијом деце спроводећи мултимедијалну кампању током карневалског периода 2010. године, досегнувши процењену публику од 600.000.000. Акционе бригаде су дистрибуирале широк спектар материјала за подизање свести, радио саопштења су емитована свакодневно, а авио-компаније су стављале информације на располагање о својим летовима.
Влада је такође настојала да смањи потражњу за комерцијалним сексуалним односима дуж бразилских аутопутева. У партнерству са бразилском енергетском компанијом и међународном организацијом, власти су обучиле полицију на аутопуту и ангажовале возаче камиона у борби против комерцијалне сексуалне експлоатације деце. Коначно, бразилске власти су се ослањале на оперативна партнерства са страним владама у изручењу и кривичном гоњењу страних секс туриста, иако није било извештаја о кривичном гоњењу или осудама за дечији сексуални туризам у Бразилу. Бразилска војска је користила модуле за борбу против трговине људима и присилног рада Канцеларије Уједињених нација за одржавање мира да обучи своје трупе пре њиховог распоређивања у иностранству као део међународних мировних мисија.